# اولنه-سور-مارن
اولنه-سور-مارن (به فرانسوی: Aulnay-sur-Marne) یک کمون در فرانسه است که در canton of Écury-sur-Coole واقع شده‌است. اولنه-سور-مارن ۹٫۰۷ کیلومتر مربع مساحت دارد ۷۸ متر بالاتر از سطح دریا واقع شده‌است.